# Piggley Winks äventyr
Piggley Winks äventyr (engelska: Jakers! The Adventures of Piggley Winks) är ett animerat barnprogram för teve producerat i USA. Programmet kretsar kring den antropomorfa grisen Piggley Wink som för sina barnbarn återberättar sin barndoms äventyr med sina vänner på Irland. Piggley Wink är liksom sina barnbarn i programmets nutidsdel bosatta i USA. Förutom i USA har programmet bland annat sänts på Irland och i Sverige.